# Geschiedenis van de Aarde

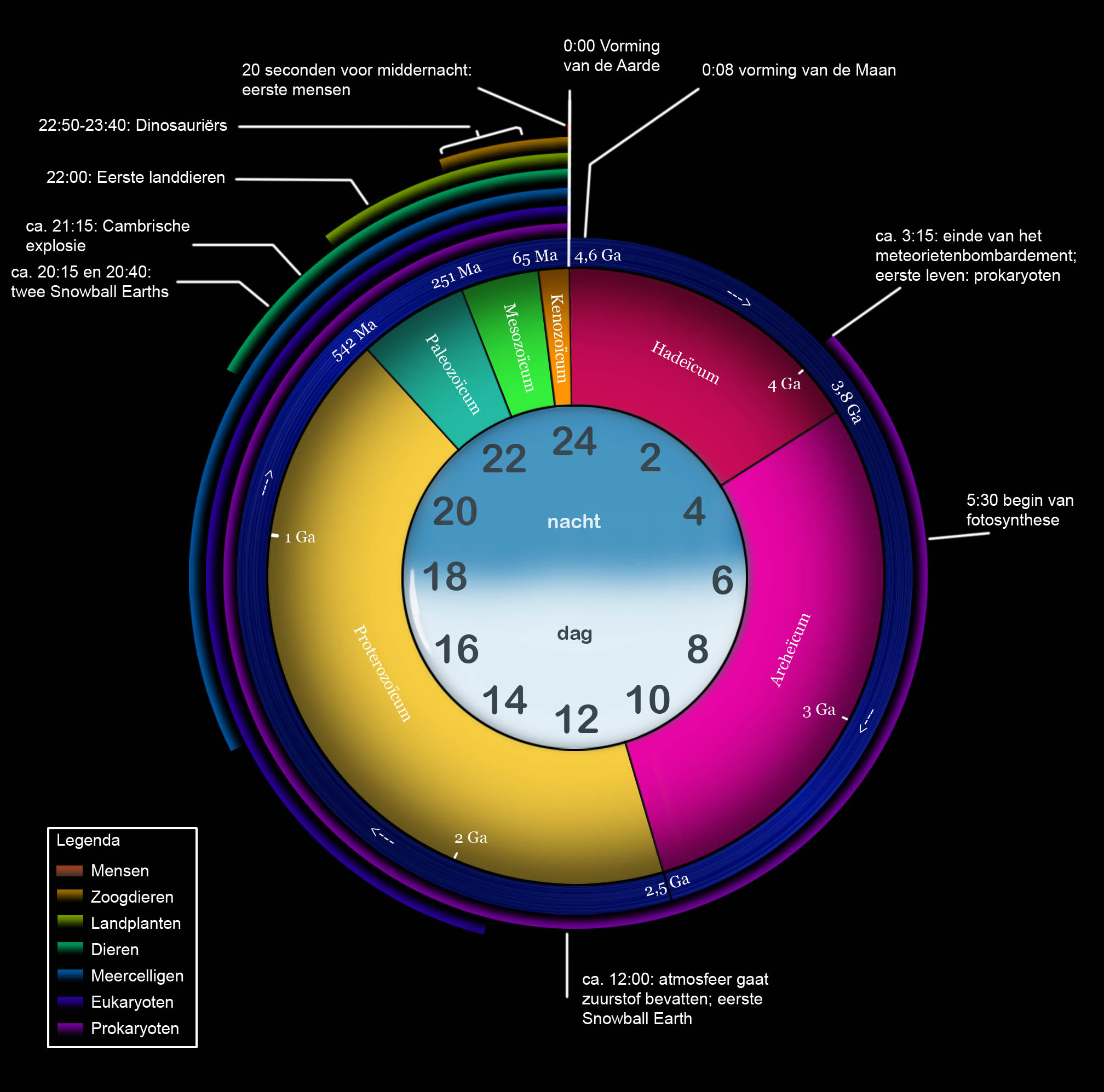
De geschiedenis van de Aarde bestrijkt een extreem lange periode. Om dit te visualiseren wordt deze 4,6 miljard jaar weleens geprojecteerd op een 24-urige zogenaamde geologische klok. Op een dergelijke klok wordt de vorming van de Aarde geklokt op middernacht. Het eerste leven ontstaat rond 3.15 uur. Pas om 12 uur 's middags wordt de atmosfeer zuurstofrijk, en om 4 uur 's middags verschijnen de eerste primitieve zeedieren. De Cambrische explosie vindt plaats om kwart over negen 's avonds en om tien uur (tijdens het Devoon) verovert het leven het land. De dinosauriërs sterven om 23.40 uur uit en de eerste mensen verschijnen pas 20 seconden voor middernacht.

De geschiedenis van de Aarde schetst het ontstaan en de ontwikkeling van de planeet waarop de mensheid leeft. Volgens gangbare wetenschappelijke inzichten is de Aarde ongeveer 4,56 miljard jaar (4,56·109 jaar = 4.560.000.000 jaar = 4,56 Ga) geleden gevormd door accretie van materiaal uit de zonnenevel. De ouderdom van de Aarde is vastgesteld door radiometrische datering van de oudste gesteenten en meteorieten (de andere planeten uit het zonnestelsel zijn ongeveer tezelfdertijd ontstaan). Ter vergelijking: het heelal ontstond waarschijnlijk met de oerknal, naar schatting 13,8 miljard jaar (Ga) geleden en daarmee is het ongeveer drie keer zo oud als de Aarde.
Dit artikel geeft een samenvatting van wetenschappelijke theorieën over en inzichten in de geschiedenis van het systeem Aarde, dat bestaat uit de aardatmosfeer, de hydrosfeer, de biosfeer en de vaste Aarde. Deze inzichten zijn ontstaan door ontdekkingen in zeer uiteenlopende vakgebieden, zoals geochemie, geologie, evolutiebiologie, paleomagnetisme, ecologie, seismologie of astronomie. Nog steeds bestaan met name over de vroegste geschiedenis van de Aarde onduidelijkheden, waarover de wetenschappelijke inzichten nog verschillen.
De geschiedenis van de Aarde wordt weleens vergeleken met het verloop van een dag, waarbij 53.000 jaar wordt voorgesteld door een seconde.

## Hadeïcum en Archeïcum
Het eerste eon van de geschiedenis van de Aarde wordt het Archeïcum (Engels: Archean) genoemd. Het duurde tot 2,5 miljard jaar geleden. De oudste op Aarde gevonden gesteenten zijn ongeveer 4,0 miljard jaar oud. De tijd tussen de vorming van deze gesteenten en de vorming van de Aarde wordt soms als een apart eon gezien, dat Hadeïcum of Hadean wordt genoemd. Omdat geen gesteente uit deze tijd bewaard is gebleven is er weinig over bekend, behalve dat de Aarde bloot moet hebben gestaan aan een bombardement van meteorieten. De grote warmtestroom moet bovendien voor hevig vulkanisme hebben gezorgd. Er zijn wel sporadisch kristallen van zirkoon gevonden die ouder zijn dan 4,0 miljard jaar. Uit onderzoek van deze kristallen blijkt dat er wel al sinds 4,3 miljard jaar vloeibaar water in de vorm van zeeën aanwezig was. Rond 4,0 miljard jaar geleden hield het meteorietenbombardement op en was het ook koeler geworden. Vanwege de samenstelling van de Archeïsche atmosfeer was de Aarde echter nog steeds een planeet waarop hedendaags leven niet mogelijk was.

### Ontstaan van de Zon en de planeten

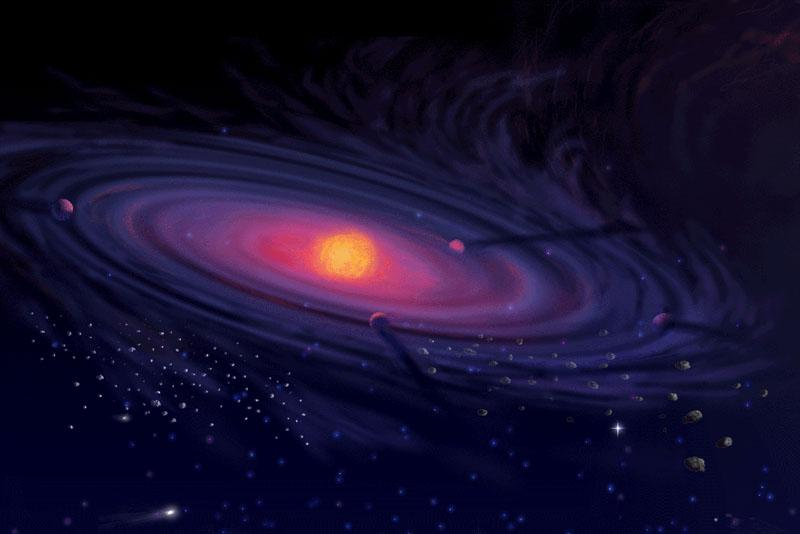
Impressie van de protoplanetaire schijf waaruit het zonnestelsel ontstond.

Het zonnestelsel ontstond waarschijnlijk uit een interstellaire roterende moleculaire wolk, de zonnenevel, die voornamelijk bestond uit waterstof, helium en zwaardere elementen. De Zonnenevel begon ongeveer 4,6 Ga geleden onder zijn eigen gewicht samen te trekken of doordat een nabije ster als supernova explodeerde waarvan de schokgolf de zonnenevel trof. Deze contractie zorgde samen met de steeds snellere rotatie van de zonnenevel dat het geheel afplatte tot een protoplanetaire schijf.
De meeste massa concentreerde zich in het midden van de schijf en warmde op door de wrijving van de samentrekkende massa, totdat kernfusie (van waterstof naar helium) mogelijk werd. Zo werd een T Tauri-ster geboren: de Zon. In de rest van de gas- en stofwolk zorgde de zwaartekracht voor het samenballen van materie rond stofdeeltjes, waardoor de wolk in ringen uit elkaar viel. Bij botsingen tussen deeltjesmaterie werden steeds grotere fragmenten gevormd, een proces dat accretie genoemd wordt. Dit leidde tot de vorming van zogenaamde planetesimalen of protoplaneten van meerdere tientallen kilometers in diameter.
Uit computersimulaties blijkt dat uit een protoplanetaire schijf planeten kunnen ontstaan die vergelijkbare afstanden tot de Zon hebben als de terrestrische planeten.

### Ontstaan van de kern en eerste atmosfeer van de Aarde
Door accretie groeide de proto-Aarde, tot de temperatuur in het binnenste zo hoog was dat partieel smelten van de zware siderofiele metalen plaatsvond. Door hun grotere dichtheid zonken de gesmolten metalen naar het massamiddelpunt, waardoor al na 10 Ma een scheiding tussen de primitieve mantel en de (metallische) aardkern ontstond.
De Aarde was bij de accretie gehuld in een wolk van gasvormig silica (SiO2) en na de afkoeling zal deze silica op het oppervlak zijn gecondenseerd tot vast gesteente. Wat overbleef was waarschijnlijk een vroege atmosfeer van waterstof en helium.

### De grote inslag
Een bijzonder kenmerk van de Aarde is dat ze een grote natuurlijke satelliet heeft, de Maan. Tijdens de Apollo-vluchten in de 20e eeuw is materiaal van de Maan meegenomen dat direct bestudeerd kan worden. Door radiometrische datering van dit materiaal is nu bekend dat de Maan 4527 ± 10 Ma oud moet zijn, ongeveer 30 tot 55 Ma jonger dan de rest van het zonnestelsel. Een andere bijzonderheid aan de Maan is dat ze een te lage dichtheid heeft om een grote kern van zware metalen te bezitten. De Maan verschilt daarmee van de andere terrestrische hemellichamen en heeft een vergelijkbare samenstelling als de mantel en korst van de Aarde samen, zonder de aardkern.
Dit kan allemaal verklaard worden met een grote inslag waarbij een planetesimaal ter grootte van de planeet Mars (het hypothetische object wordt wel Theia of Orpheus genoemd) op de proto-Aarde insloeg, waarna de Maan ontstond door accretie van het weggeslagen materiaal. Modellen die uitgaan van een kleine inslaghoek met de aardas voorspellen dat het materiaal dat de ruimte ingeslingerd werd en waaruit de Maan ontstond, afkomstig was van de mantel van het inslaande object en de mantel van de proto-Aarde, terwijl de metallische kern van het inslaande object door de aardmantel heen zonk en zich met de aardkern samenvoegde. De inslaghypothese verklaart daarmee waarom de Maan een vergelijkbare samenstelling heeft als de korst en mantel van de Aarde samen en relatief weinig siderofiele elementen als ijzer of nikkel bevat. Deze elementen waren al voor de inslag in de aardkern gaan zitten en hadden bovendien een hogere dichtheid, waardoor hiervan geen materiaal de ruimte ingeslingerd werd.
Samengevat is de meest aanvaarde opsomming van gebeurtenissen dat de Aarde al minstens 10 Ma bestond, waardoor een duidelijke differentiatie tussen kern en mantel was ontstaan, toen door een botsing met een andere proto-planeet materiaal uit de primitieve mantel de ruimte ingeslingerd werd, waaruit de Maan ontstond. Men neemt aan dat de hoek van de Aardas met het baanvlak van de Aarde (23,5°, wat de seizoenen veroorzaakt) ook een gevolg van de inslag is.
De inslag had een aantal belangrijke gevolgen voor de jonge Aarde. Ten eerste kwam bij de inslag een gigantische hoeveelheid energie vrij, waardoor zowel Aarde als Maan volledig gesmolten raakten. De aardmantel bestond uit een zeer snel convecterende magma-oceaan. Ten tweede moet de Aarde, als ze voor de inslag al een atmosfeer had, deze compleet zijn kwijtgeraakt.

### Ontstaan van de atmosfeer en de oceanen
Omdat de Aarde geen atmosfeer meer had, ging het afkoelen snel. Aan de buitenkant moet binnen 150 Ma een eerste korst zijn gevormd, die de samenstelling van basalt moet hebben gehad. De tegenwoordige felsische continentale korst bestond nog niet. Binnen in de Aarde kon pas nadat de snel convecterende magma-oceaan ten minste gedeeltelijk gestold was, verdere differentiatie plaatsvinden. De mantel moet in het vroeg-archeïcum veel heter zijn geweest dan tegenwoordig, men schat 1600 °C rond 3 Ga, zodat ook toen nog een groot gedeelte gesmolten was.
Nadat de Aarde verder afkoelde ontstond er opnieuw een atmosfeer, dit keer uit gassen afkomstig van vulkanisme en ontgassing van de mantel. De verklaring van de enorme hoeveelheid water die tegenwoordig op Aarde aanwezig is, is een probleem: zoveel water kan namelijk niet alleen afkomstig zijn van dit vulkanisme en ontgassing. Men neemt daarom aan dat het voornamelijk afkomstig is van ijsmeteorieten en kometen die in het Hadeïcum op Aarde insloegen. Hoewel de meeste kometen zich tegenwoordig in banen ver buiten de baan van Neptunus bevinden, laten computersimulaties zien dat kometen in het begin juist vooral in de binnenste regionen van het zonnestelsel voorkwamen. Waarschijnlijk is het meeste water op Aarde afkomstig van grotendeels uit ijs bestaande planetesimalen uit de buitenste delen van het zonnestelsel. Inslagen van dergelijke objecten op de terrestrische planeten (Mercurius, Venus, de Aarde en Mars) zullen deze planeten hebben verrijkt met water, koolstofdioxide, methaan, ammonia, stikstof en andere gassen. Aangenomen dat al het water in de oceanen hiervan afkomstig is, waren ongeveer een miljoen inslaande kometen nodig om de Aarde zijn huidige hoeveelheid water te geven. Dat lijkt veel, maar het is een redelijk aannemelijk aantal. Sinds de resultaten van de ruimtesonde Rosetta wordt deze hypothese in twijfel getrokken.
Water moet al rond 4,3 Ga in grote hoeveelheden op het Aardoppervlak aanwezig zijn geweest. Aan het einde van het Hadeïcum, 3,8 Ga geleden, was het oppervlak van de Aarde dus in ieder geval al deels bedekt met oceanen.
De nieuw ontstane atmosfeer bevatte methaan, ammonia, koolstofdioxide, stikstof en waterdamp. Zuurstof was afwezig, waardoor het tegenwoordige leven in deze atmosfeer niet had kunnen overleven. Door de afwezigheid van een ozonlaag stond het oppervlak bovendien bloot aan intensieve ultraviolette straling.

### Ontstaan van platentektoniek en continenten
De convectiestroming in de mantel, die tegenwoordig het proces van platentektoniek aandrijft, is het gevolg van de warmtestroom uit het binnenste van de Aarde. Omdat de Aarde in het Hadeïcum veel heter was dan tegenwoordig, verliep deze convectie in die tijd sneller. Als destijds al platentektoniek plaatsvond (dat wil zeggen: tektonische platen ontstaan door oceanische spreiding op mid-oceanische ruggen en worden vernietigd door subductie bij subductiezones), zal ook dit proces veel sneller zijn gegaan dan tegenwoordig. Meestal wordt aangenomen dat er meer subductiezones waren waardoor de tektonische platen kleiner bleven.
Van de eerste korst die na het afkoelen van de Aarde ontstond, is geen spoor meer te vinden. Door een combinatie van de snelle convectiestromen in de mantel en een bombardement van meteorieten (tijdens een periode die het Late Heavy Bombardment wordt genoemd) werd alle korst die tijdens het Hadeïcum ontstond weer vernietigd. Men vermoedt dat de Hadeïsche korst basaltisch van samenstelling is geweest. Enige differentiatie met de mantel was wel mogelijk (zo zal er relatief minder van de elementen magnesium en ijzer in de korst hebben gezeten), maar de eerste continenten (bestaande uit lichter materiaal dat granitisch is van samenstelling) zullen pas rond 500 Ma na de vorming van de Aarde ontstaan zijn. Deze eerste stukken continentale korst die in het Archeïcum ontstonden en groeiden worden kratons of schilden genoemd. Het ontstaan van de eerste continentale korst liet zo lang op zich wachten omdat er een verregaande differentiatie van magma voor moet plaatsvinden, waarvoor meerdere fases van opsmelten nodig zijn.
De oudste gesteenten op Aarde zijn gevonden op het Canadees Schild. Dit gesteente is rond de 3,9 Ga oud en van samenstelling tonaliet. Het laat sporen zien van metamorfose door hoge temperatuur, maar er worden ook sedimentair afgeronde korrels in gevonden, wat laat zien dat in die tijd rivieren en zeeën bestonden.
De Kratons bestaan overwegend uit twee typen gesteente. Ten eerste zijn er zogenaamde groensteengordels, bestaande uit licht gemetamorfoseerde sedimentaire gesteenten. Deze "groenstenen" lijken op de sedimenten die tegenwoordig in oceanische troggen worden afgezet, boven subductiezones. Het voorkomen van groenstenen wordt daarom soms als bewijs gezien dat er al platentektoniek plaatsvond in het Archeïcum. Het tweede type gesteente zijn complexen van felsische dieptegesteenten, vooral tonaliet, trondhjemiet en granodioriet (afgekort TTG). Deze TTG-complexen zouden overblijfselen van de eerste continentale korst kunnen zijn, die door differentiatie bij partieel smelten van basalt ontstonden. Archeïsche terreinen bestaan uit een afwisseling van TTG-complexen en groenstenen. Hieraan denkt men te kunnen afleiden dat subductiezones veel meer voorkwamen in het Archeïcum, terwijl de TTG-complexen kleine proto-continenten vormden die met (ten opzichte van de tegenwoordige situatie) hoge snelheid over het Aardoppervlak bewogen.

### Ontstaan van het leven

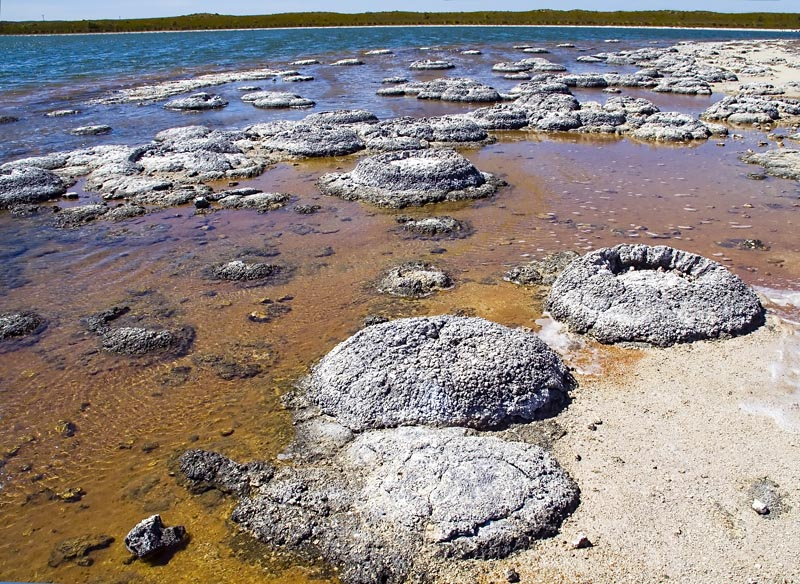
Stromatolieten aan de oever van Lake Thetis in West-Australië. Stromatolieten kunnen worden gevormd door kolonies van eencelligen zoals cyanobacteriën. De eencelligen leven in kolonies (algenmatten) waar deeltjes sediment in worden ingevangen. De gedrapeerde lagen sediment die op deze manier ontstaan worden stromatolieten genoemd. Van Archeïsche stromatolieten wordt aangenomen dat ze door cyanobacteriën zijn gevormd, hoewel er weinig daadwerkelijke microfossielen in deze gesteenten zijn gevonden. Het is mogelijk dat de oceanen in het Archeïcum en het Proterozoïcum vol lagen met dit soort algenmatten. Een mogelijke reden waarom de bacteriën in dit soort koloniën leefden was dat de organismen in het middelste gedeelte van de kolonie zo beschermd waren tegen uv-straling, die in die tijd nog tot het Aardoppervlak doordrong.

Het is niet duidelijk hoe of waar het eerste leven ontstaan is. Men neemt aan dat het eerste leven ergens tussen 4,0 en 3,6 Ga geleden op Aarde verscheen. Een kleine groep wetenschappers denkt dat het eerste leven op Aarde van buiten kwam, bijvoorbeeld met inslaande meteorieten (exogenese). Een vergaand voorbeeld hiervan is de hypothese van panspermie. Veel wetenschappers vermoeden echter dat het leven op Aarde is ontstaan. De manier waarop het is ontstaan is in beide gevallen hetzelfde. De oudste duidelijke sporen van leven zijn stromatolieten in gesteenten op het Australische Pilbarakraton. Deze zijn rond de 3,5 Ga oud. Hoewel vaak is geclaimd dat bewijs is gevonden voor leven ouder dan 3,5 Ga, wordt dit bewijs niet algemeen geaccepteerd.
Men neemt aan dat bij de oorsprong van het leven een molecuul is ontstaan dat zichzelf in bepaalde mate kon reproduceren. De reproductie verliep niet altijd foutloos: soms werden kopieën gemaakt die zich niet meer konden reproduceren, waarmee een eind kwam aan de keten. Een andere keer bevatten de kopieën juist verbeteringen op het origineel, waardoor ze zich makkelijker konden handhaven. Deze zogenaamde chemische evolutie zou de voorloper zijn van de Darwinistische evolutie die tegenwoordig opgaat.
Hoe een zelfreproducerend molecuul ontstond, is een raadsel, hoewel er verschillende hypothesen zijn opgesteld. Een idee is dat de energie van hydrothermale bronnen, vulkanisme, onweer en ultraviolette straling op geïsoleerde plekken reacties aandreef van simpele organische moleculen (zoals methaan) tot ingewikkeldere moleculen, waaronder veel belangrijke moleculen die in leven voorkomen. Onder de aanwezige moleculen kwamen ook katalysatoren voor, stoffen die reacties versnellen zonder zelf mee te reageren. De concentratie van de ingewikkeldere moleculen in deze "oersoep" werd steeds groter totdat een molecuul ontstond met een uiterst bijzondere eigenschap: het kon zichzelf dupliceren door zijn eigen duplicatie zelf te katalyseren.
In al het tegenwoordige leven wordt de eigenschap zichzelf te reproduceren vervuld door het molecuul DNA. DNA-moleculen vervullen echter alleen de functie van opslagplaats voor erfelijke informatie. Om het leven in stand te houden is energie nodig, deze wordt geleverd door de enzymatische activiteit van eiwitten. Het moderne leven heeft dus zowel eiwitten als DNA in één nodig. Dit probleem wordt opgelost door de hypothese van een RNA-wereld, die stelt dat er een tijd was waarin het leven bestond uit RNA-moleculen. RNA is een molecuul dat, hoewel minder stabiel dan DNA, zowel enzymatische activiteit heeft als erfelijke informatie kan doorgeven. Ook andere moleculen zijn aangewezen als kandidaten voor een zelfreproducerende molecuul die aan het leven voorafging. Op een zeker moment moet het stabielere DNA de rol van informatiedrager hebben overgenomen.
De eerste levensvormen waren waarschijnlijk primitieve prokaryotische eencelligen. Prokaryoten zijn cellen zonder organellen zoals een celkern of interne membranen. Het DNA ligt bij zulke organismen vrij in de cel, in plaats van in de celkern. Voorbeelden van tegenwoordige prokaryoten zijn bacteriën.

## Proterozoïcum

De geschatte hoeveelheid zuurstof in de atmosfeer en in de oceanen in de loop van de geschiedenis van de Aarde. De tijdvakken in de grafiek zijn: 1: 3,85–2,45 Ga (Archeïcum); 2: 2,45–1,85 Ga; 3: 1,85–0,85 Ga; 4: 0,85–0,54 Ga; 5: vanaf 0,54 Ga (Fanerozoïcum).

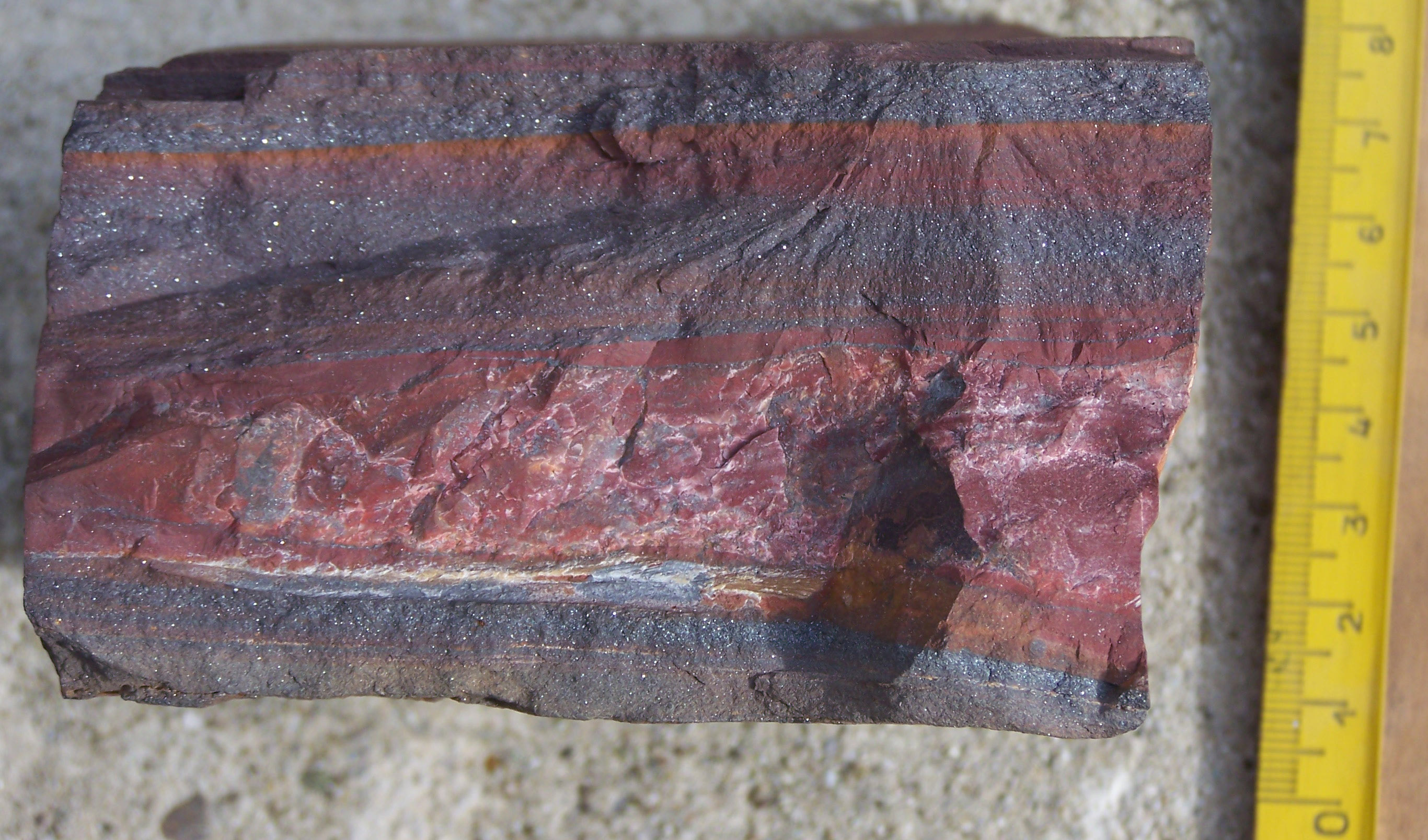
Een stuk van een banded iron formation afkomstig uit de 3,15 miljard jaar oude Moodies Group van de Barbertongroensteengordel, Zuid-Afrika. Rode lagen worden gevormd in tijden dat zuurstof aanwezig was, grijze lagen wanneer het niet aanwezig was.

Het Proterozoïcum is het eon dat van 2,5 Ga (of 2500 Ma) tot 541 Ma geleden duurde. In het Proterozoïcum groeiden de kratons uit tot de grootte van de hedendaagse continenten. Voor het eerst is zeker dat platentektoniek plaatsvond. Een andere belangrijke ontwikkeling was de vorming van een zuurstofrijke atmosfeer door fotosynthetische bacteriën: de blauwalgen. Het leven ontwikkelde zich van prokaryotische cellen tot eukaryoten en meercelligen. Tijdens het proterozoïcum was er een aantal keer een zware ijstijd, waarbij de Aarde helemaal of bijna helemaal bevroren was, dit noemt men Sneeuwbalaarde. Daarna kwam de ontwikkeling van het leven in een stroomversnelling, de ediacarische fauna verscheen, die de opmaat zou zijn voor de Cambrische explosie.

### Zuurstofcrisis
De eerste organismen zullen heterotroof geweest zijn en hun bouwstoffen uit organische moleculen hebben gehaald. Al in het Archeïcum (3,0 Ga geleden) ontstonden er ook autotrofe organismen die door fotosynthese koolstofdioxide in zuurstof omzetten. Het duurde echter tot 2,3 Ga geleden voordat zuurstof in grote hoeveelheden in de atmosfeer terechtkwam. Daar waren twee oorzaken voor:
- Zuurstof kon zich tijdens het Archeïcum makkelijk binden door allerlei oxiden te vormen met metalen als ijzer (chemische verwering).[24]
- In het begin zal de vorming van zuurstof door fotosynthese minder snel zijn gegaan dan tegenwoordig het geval is.

Om een indruk van het belang van fotosynthese te geven: als er vanaf nu geen fotosynthese plaats zou vinden zou de totale hoeveelheid zuurstof in de atmosfeer binnen 6 Ma verdwenen zijn door verwering en vulkanisme. Met die kennis is het makkelijk voor te stellen dat de aardatmosfeer in het Archeïcum nauwelijks zuurstof bevatte. Hetzelfde geldt voor de huidige atmosferen van Venus en Mars (op deze beide planeten is zuurstof zeldzaam), waar geen leven voorkomt dat voor fotosynthese zorgt. Op Aarde worden in sedimentaire gesteenten ouder dan 2,3 Ga mineralen als uraniniet en pyriet gevonden. Deze mineralen zouden als ze aan zuurstofrijke lucht blootstaan verweren, zodat we weten dat zuurstof in die tijd niet in grote hoeveelheden aanwezig kan zijn geweest.
Een andere aanwijzing zijn banded iron formations, een type gesteente dat is ontstaan door het neerslaan van ijzer(III)oxide (Fe2O3) in zeewater. IJzer komt in water opgelost voor als ijzer(II)oxide (FeO). Als zuurstof in het water aanwezig is reageert dit met opgelost ijzer, waardoor het ijzer uit het water verdwijnt. Tegenwoordig is genoeg zuurstof (opgelost) in het zeewater aanwezig om ijzer(II)-oxide instabiel te maken. Banded iron formations jonger dan 2,3 Ga zijn dan ook zeldzaam; als ze voorkomen worden ze meestal verklaard door ongewone omstandigheden. Zuurstof opgelost in zeewater is in natuurkundig evenwicht met zuurstof in de atmosfeer. Daarom kan het op grote schaal voorkomen van banded iron formations ouder dan 2,3 Ga gezien worden als bewijs dat de atmosfeer in die tijd weinig zuurstof bevatte.
Toen de beschikbare metalen waarmee zuurstof kon reageren rond 2,3 Ga op waren ging de omschakeling naar een zuurstofrijke atmosfeer opeens snel. Men noemt dit wel de zuurstofrevolutie of zuurstofcrisis. De toegenomen hoeveelheid zuurstof had gevolgen voor het leven. De primitieve anaerobe organismen die voor fotosynthese zorgden waren namelijk niet gewend aan zuurstof: dit was giftig voor hen. Toen de hoeveelheid zuurstof boven een bepaald niveau kwam, stierven deze organismen massaal, wat de hoeveelheid fotosynthese verminderde, zodat de hoeveelheid zuurstof in de atmosfeer weer afnam. Deze "stop" op de hoeveelheid zuurstof bleef een tijdje bestaan, tot zich rond 1,7 Ga organismen ontwikkelden die wel tegen zuurstof konden. Daarna kon de hoeveelheid zuurstof verder toenemen. Rond 1,5 Ga geleden werd waarschijnlijk voor het eerst de tegenwoordige atmosferische zuurstofconcentratie benaderd.

### Gevolgen: Sneeuwbalaarde en het ontstaan van de ozonlaag
Een belangrijk gevolg van grote hoeveelheden zuurstof in de atmosfeer was, dat een ozonlaag ontstond. Hierdoor werd het Aardoppervlak voortaan beschermd tegen uv-straling. Men neemt aan dat zonder ozonlaag de ontwikkeling van het leven op het land erg beperkt zou zijn gebleven. Een ander belangrijk gevolg van de zuurstofrevolutie was daarom dat het leven een nieuwe wending kon nemen en zich verder kon ontwikkelen naar steeds ingewikkeldere soorten.
In het Archeïcum ontving de Aarde minder warmte van de Zon, omdat de Zon zwakker was. Dit heeft te maken met de ontwikkeling van de Zon, waardoor de luminositeit van de Zon elke miljard jaar toenam met 6%. Het effect werd op Aarde opgeheven omdat de atmosfeer in het Archeïcum veel meer methaan bevatte. Methaan is een sterk broeikasgas, zodat het broeikaseffect in die tijd sterker moet zijn geweest. Zuurstof kon echter met methaan reageren, waardoor de hoeveelheid methaan in de atmosfeer afnam na de zuurstofrevolutie. Het gevolg daarvan was dat de Aarde afkoelde.
Inderdaad zijn bewijzen gevonden voor een sterke ijstijd rond 2,3 Ga geleden (de Huronische ijstijd). Sommigen nemen aan dat deze ijstijd (en misschien andere Proterozoïsche ijstijden) zo sterk was, dat de Aarde tot aan de evenaar bevroren was. Dit noemt men een Sneeuwbalaarde. De ijstijd rond 2,3 Ga geleden wordt meestal als een direct gevolg van de toegenomen hoeveelheid zuurstof in de atmosfeer gezien. Overigens wordt soms aangenomen dat er al eerder, tot in het late Archeïcum, ook ijstijden zijn geweest. Die oudere ijstijden zijn niet algemeen aanvaard wegens gebrek aan bewijs.

### Ontwikkeling van het leven tijdens het Proterozoïcum
Een belangrijke stap in de ontwikkeling van het leven was het ontstaan van eukaryotische cellen. De oudste bekende fossielen waarvan men zeker is dat ze van eukaryoten afkomstig zijn, zijn gedateerd op ongeveer 1,6 Ga geleden, hoewel het niet is uitgesloten dat eukaryoten al eerder ontstonden. Een eukaryoot is een cel met meerdere organellen die elk een taak hebben. Daardoor kan een eukaryoot bijvoorbeeld veel effectiever energie omzetten dan een prokaryoot. In een eukaryotische cel kan ook meer genetisch materiaal worden opgeslagen, wat grotere mogelijkheden voor ontwikkeling biedt. Een nadeel is dat horizontale genoverdracht zoals die bij bacteria plaatsvindt, voor eukaryotische cellen vrijwel onmogelijk wordt. Eukaryotisch leven kan daardoor alleen via Darwiniaanse evolutie evolueren. De voordelen wogen echter ruim op tegen de nadelen. Er ontstonden grotere organismen en al snel ontwikkelden zich de eerste meercelligen (rond 1,7 Ga). Er ontstonden nu ook voedselketens, waarin grotere organismen zich voedden met kleinere.
De tegenwoordig algemeen aanvaarde endosymbiontentheorie gaat ervan uit dat sommige organellen in eukaryotische cellen zich ontwikkelden uit symbiotische prokaryoten. Zo waren mitochondriën oorspronkelijk aerobe, heterotrofe prokaryoten, en chloroplasten fotosynthetiserende cyanobacteriën. Zij werden opgenomen door een voorouderlijke eukaryotische cel (oerkaryoot). De ontwikkeling raakte op een moment in een stadium waarin de prokaryoten hun zelfstandigheid verloren. Deze prokaryoten zijn daarna verder ontwikkeld tot de organellen van een eukaryotische cel.
Het is niet duidelijk of het ontstaan van eukaryotische cellen verband had met de zuurstofcrisis, maar wel dat eukaryoten enorm profiteerden van de grotere concentratie zuurstof. Doordat eukaryoten mitochondriën hebben kunnen ze meer energie uit zuurstof halen. Vreemd genoeg duurde het daarna nog een miljard jaar voordat de volgende belangrijke stap gezet werd.

### Rodinia en andere supercontinenten
Toen rond 1960 de theorie van de platentektoniek werd ontwikkeld, werd het mogelijk reconstructies te maken hoe de continenten vroeger ten opzichte van elkaar lagen. Dit ging op tot ongeveer 200 Ma geleden: rond die tijd bleken alle continenten aan elkaar te hebben gelegen (een zogenaamd supercontinent; Pangea genaamd). Wat de posities voor 200 Ma waren kon niet met de huidige bewegingen worden berekend. Het berekenen van de oudere bewegingen van continenten gebeurt daarom met behulp van paleomagnetische data.
De continenten blijken af en toe samen te komen tot een supercontinent, dan weer uit elkaar te bewegen. Deze zich herhalende cyclus wordt een Wilsoncyclus genoemd. Hoe verder terug in de tijd, hoe schaarser en moeilijker de data te interpreteren worden. Duidelijk is in ieder geval dat rond 830 Ma een supercontinent bestond, dat Rodinia wordt genoemd. Het is waarschijnlijk dat Rodinia niet het eerste supercontinent was, er wordt een aantal andere supercontinenten eerder in het Proterozoïcum verondersteld. Dat betekent dat platentektoniek gedurende het Proterozoïcum op min of meer dezelfde manier moet hebben plaatsgevonden als tegenwoordig.
Na het opbreken van Rodinia rond 750 Ma werd met de Pan-Afrikaanse orogenese rond 700 Ma waarschijnlijk opnieuw een supercontinent gevormd, dit wordt Pannotia genoemd. Het zou rond 540 Ma weer uit elkaar vallen. Belangrijk is in ieder geval dat van 800 tot 550 Ma het merendeel van de continentale massa bij elkaar lag.

### Laat-Proterozoïsche Sneeuwbalaarde en Ediacarische fauna

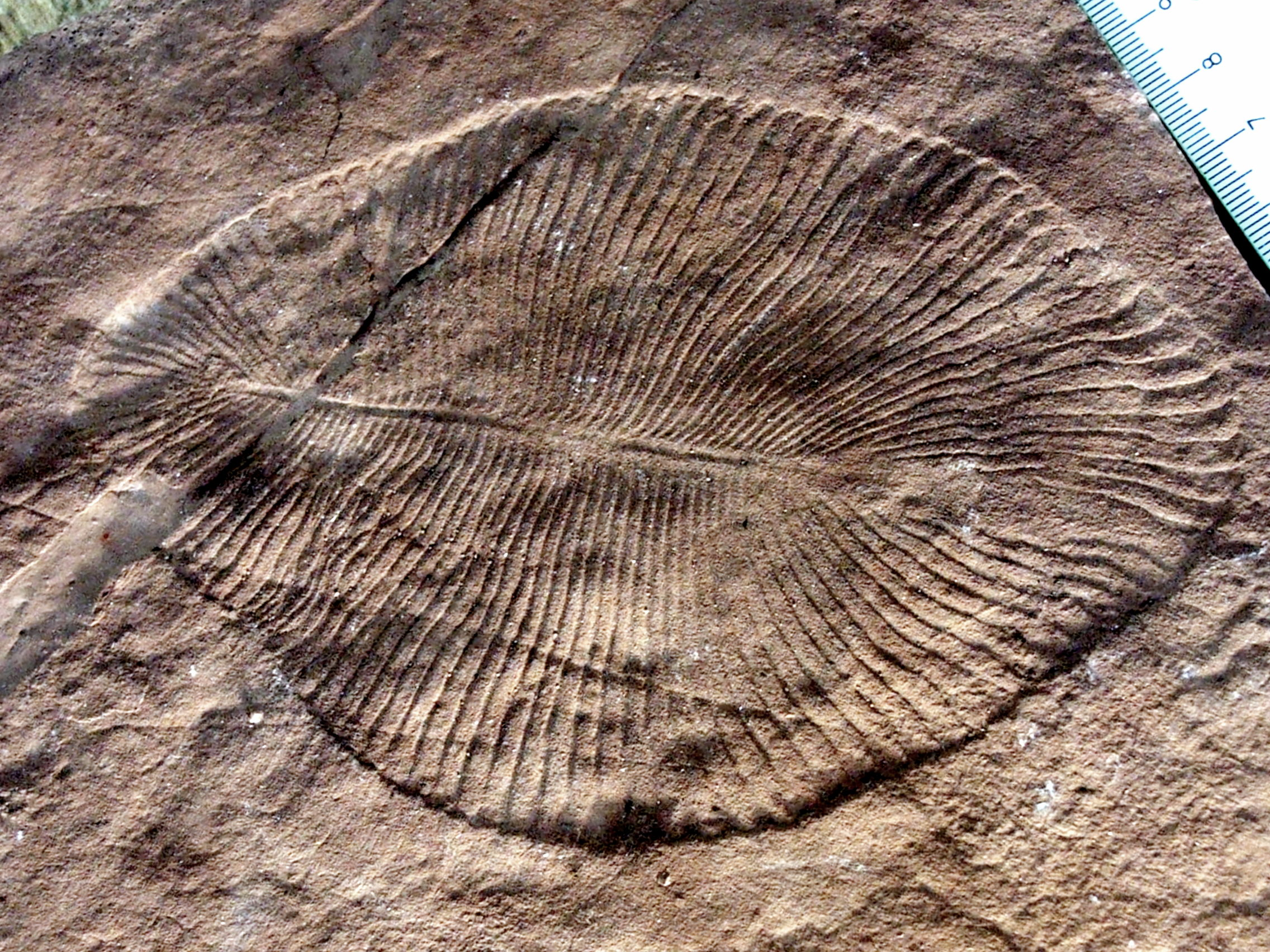
Fossiel van Dickinsonia costata, een Ediacarisch organisme waarvan niet bekend is tot welke groep het behoort.

Aan het einde van het Proterozoïcum is de Aarde vermoedelijk minstens twee keer door een wereldwijde ijstijd gegaan, een Sneeuwbalaarde. Dit gebeurde rond 710 Ma (de Sturtien-ijstijd) en 640 Ma (Marinoan-ijstijd). De periode waarin het gebeurde wordt Cryogenium genoemd. In tegenstelling tot de ijstijd rond 2,3 Ga, die waarschijnlijk het gevolg was van de zuurstofcrisis, is de oorzaak hiervoor dit keer minder duidelijk. De meest aanvaarde theorie is dat de afkoeling van het klimaat te maken had met het ontstaan van het supercontinent Rodinia. Belangrijk was dat dit supercontinent zich in de tropen bevond, waar het klimaat warm en nat is vergeleken met hogere breedtegraden. Dit zorgde voor een ongekende toename in wereldwijde chemische verwering, waarbij koolstofdioxide uit de atmosfeer verdween. Aangezien koolstofdioxide een belangrijk broeikasgas is werd het klimaat kouder.
Op dezelfde manier wordt aangenomen dat de Aarde weer ontdooide doordat in bevroren toestand op Aarde maar zeer weinig chemische verwering kon plaatsvinden. Tijdens de Sneeuwbalaarde nam de hoeveelheid koolstofdioxide in de atmosfeer langzaam toe, tot een zekere drempelwaarde was overschreden en de temperatuur weer zo hoog was, dat het ijs begon te smelten.
Een probleem is dat niet duidelijk is hoe leven in een geheel bevroren oceaan kon overleven. Vóór de genoemde twee ijstijden bestonden al diverse soorten eukaryotische organismen zoals roodwieren (de ca. 1 miljard jaar oude Bangiomorpha pubescens) of bruinalgen, die ook tegenwoordig nog voorkomen. Als zulke organismen konden overleven moeten er open plekken in het ijs op de oceanen zijn geweest. Daarom worden tegenwoordig modellen gebruikt, waarin de Aarde niet compleet bevroren was, dit wordt "Natte Sneeuwbalaarde" of "Slushball Earth" genoemd.
Op het Cryogenium volgde het Ediacarium, een periode die werd gekenmerkt door een snelle ontwikkeling van het leven. Rond 575 Ma ontstonden een groot aantal nieuwe soorten en kwam de evolutie van het leven in een stroomversnelling terecht. Het verband tussen de ontdooiing van de Aarde en het ontstaan van vele nieuwe soorten is nog onduidelijk, maar toeval lijkt het niet. De nieuwe levensvormen (Ediacarische biota genoemd) waren veel diverser en complexer dan ooit, tegenwoordig wordt vrij algemeen aanvaard dat dit de voorouders van de Cambrische levensvormen zijn. Hoewel er over deze organismen nog veel onduidelijk is, lijken de rijken van de taxonomie allemaal al aanwezig in primitieve vormen: er zijn bijvoorbeeld Ediacarische fossielen die bij de dieren kunnen worden ingedeeld. Belangrijke ontwikkelingen waren het ontstaan van spiercellen en zenuwcellen. De overgang van Proterozoïcum naar Fanerozoïcum en Ediacarium naar Cambrium vond plaats toen er voor het eerst harde organen ontwikkeld werden.

## Paleozoïcum
Het Paleozoïcum, het tijdperk van het oude leven, was een tijd waarin moderne levensvormen ontstonden. Een belangrijke ontwikkeling was dat eerst planten en daarna dieren zich ook op het land begaven. De explosieve ontwikkeling van nieuwe soorten en periodes van massale uitsterving wisselden elkaar af. Tegenwoordig wordt steeds duidelijker dat zulke gebeurtenissen gevolg waren van veranderingen in leefomgeving of grote catastrofes zoals klimaatveranderingen, meteorietinslagen en grote vulkaanuitbarstingen.
De continenten die bij het opbreken van Pannotia waren ontstaan, zouden tijdens het Paleozoïcum weer langzaam naar elkaar toebewegen. Dit leidde tot twee grote fasen van gebergtevorming, de Caledonische en Hercynische orogeneses, waarbij uiteindelijk een nieuw supercontinent, Pangea, werd gevormd.

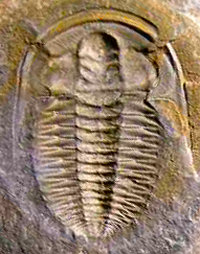
Een fossiel van de Onder-Cambrische trilobiet Estaingia bilobata, gevonden op Kangaroo-eiland, Australië. Foto is ongeveer 7 cm lang. Trilobieten vormen een uitgestorven klasse geleedpotigen uit het Paleozoïcum. Vanaf het Cambrium is de ontwikkeling van het leven veel beter bekend dan ervoor, omdat er soorten met harde skeletten ontstonden.

### Cambrische explosie
De snelle ontwikkeling van het leven bereikte in het Cambrium (538,8 ± 0,2 tot 485,4 ± 1,9 Ma) haar hoogtepunt. Het ontstaan van grote hoeveelheden nieuwe soorten, stammen en vormen in deze periode wordt wel de Cambrische explosie genoemd. De snelheid van de evolutie is in deze periode groter dan ooit ervoor of erna. De meeste stammen die tegenwoordig voorkomen waren er al aan het einde van het Cambrium. Er ontstonden levensvormen met harde delen zoals schaaldieren (bijvoorbeeld mollusken of zee-egels), zeelelies en geleedpotigen (bijvoorbeeld trilobieten). Omdat botten en schelpen veel beter bewaard blijven dan zacht weefsel, weten we van de ontwikkeling vanaf het Cambrium veel meer, dan van ervoor. De overgang tussen Cambrium en Ordovicium (485,4 ± 1,9 tot 443,8 ± 1,5 Ma) wordt gekenmerkt door een massa-extinctie, waarbij een groot aantal van de nieuwe levensvormen weer verdween. Van sommige Cambrische soorten is nog weinig bekend. Voorbeelden van vreemde Cambrische dieren zijn Anomalocaris en Haikouichthys.
Ook waren in het Cambrium vissen ontstaan, de eerste gewervelden. De waarschijnlijke voorouder van de vissen was Pikaia, het eerste dier met een primitieve chorda dorsalis, een structuur die later tot een wervelkolom kan zijn geëvolueerd. In het Ordovicium ontstonden de eerste kaakvissen. Bij het ontstaan van nieuwe niches in voedselketens komt er reuzengroei voor. Zo ontstonden in het vroege Paleozoïcum steeds grotere vissen, zoals de enorme placoderm Dunkleosteus, die 7 meter lang kon worden.

Het supercontinent Pangea, dat ontstond in het Late Paleozoïcum. De ligging van de kustlijnen van huidige continenten zijn aangegeven.

### Caledonische en Hercynische gebergtevormingen: naar een nieuw supercontinent

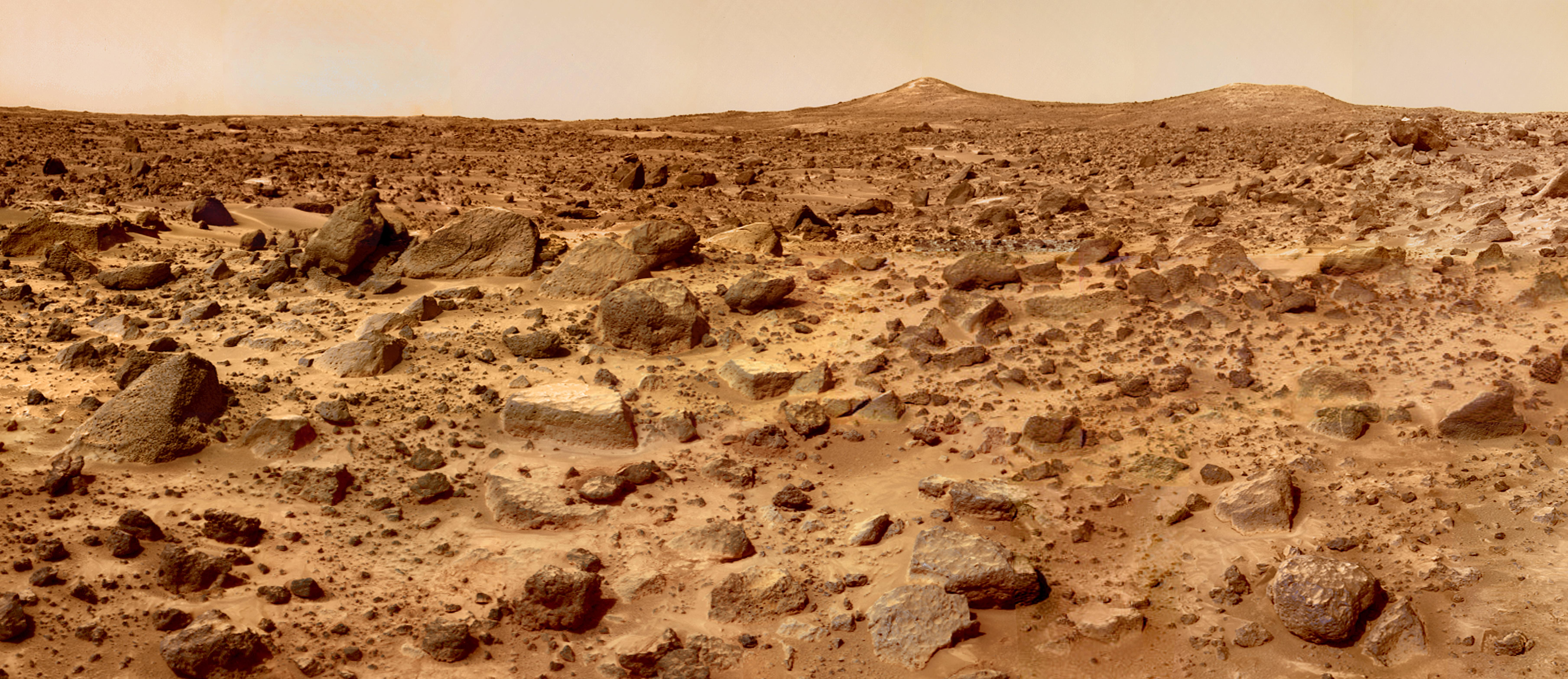
Landschap op de planeet Mars. Gedurende het grootste gedeelte van de Aardse geschiedenis kwamen geen planten voor op het land en moet de Aarde er vergelijkbaar hebben uitgezien.

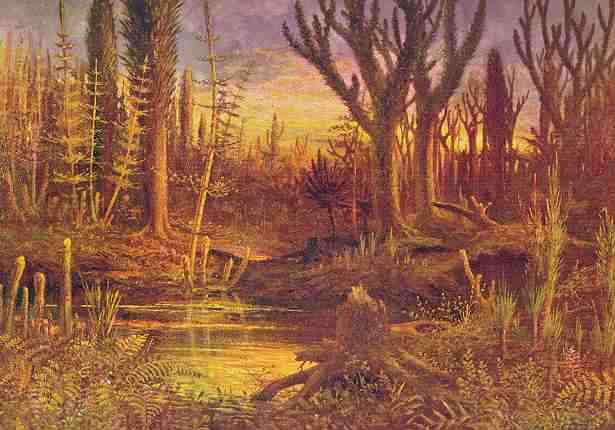
Artistieke impressie van de flora van het Devoon.

Ondertussen was het supercontinent Pannotia aan het begin van het Cambrium opgebroken in de continenten Laurentia, Baltica en Gondwana. In perioden dat continenten uit elkaar bewegen wordt veel oceanische korst gevormd. Omdat jonge oceanische korst relatief warm en licht is, zal de oceaanbodem in zo’n tijd hoger liggen, waardoor de zeespiegel stijgt. Dit was het geval in het eerste deel van het Paleozoïcum.
Over het algemeen was het klimaat in het eerste gedeelte van het Paleozoïcum warmer dan tegenwoordig, maar aan het einde van het Ordovicium kwam een ijstijd voor, een periode waarin op de continenten gletsjers te vinden waren, net als tegenwoordig het geval is. Een van de oorzaken was dat Gondwana zich in die tijd gedeeltelijk op de Zuidpool bevond. Sporen van gletsjers uit deze tijd worden alleen op Gondwana gevonden. Tijdens deze ijstijd vonden weer een aantal massa-extincties plaats, waarbij soorten brachiopoden, trilobieten, bryozoën en koralen verdwenen. De oorzaak moet liggen in de daling van de temperatuur van het zeewater. Na de uitsterving konden nieuwe soorten ontstaan, diverser en beter aangepast, die de niches die uitgestorven soorten achterlieten opvulden.
Tussen 450 en 400 Ma botsten de continenten Laurentia en Baltica op elkaar, dit heet de Caledonische gebergtevorming. Er ontstond een hooggebergte waarvan sporen nog te vinden zijn in Scandinavië, Schotland en in de Amerikaanse Appalachen. In het Devoon (419-359 Ma) bewogen ook Gondwana en Siberia naar de twee samengevoegde continenten toe, wat zou leiden tot de Hercynische gebergtevorming. Sporen van deze gebergtevorming zijn in heel Zuid- en Midden-Europa nog te vinden. Door de gebergtevorming werd in het Carboon (359-299 Ma) het laatste supercontinent, Pangea, gevormd.

### Opkomst van de landplanten

Evolutie van tetrapoden in het Laat-Devoon. Afstammelingen van pelagische Sarcopterygii als Eusthenopteron ondergingen een stapsgewijze evolutie: Panderichthys kon in modderig ondiep water leven; Tiktaalik had poot-achtige vinnen waarmee hij het land op kon; Acanthostega had poten met acht tenen, Ichthyostega had volgroeide poten. Ook coelacanten stammen van de Sarcopterygii af; zij bleven in de diepzee leven.

Tijdens de zuurstofrevolutie in het Proterozoïcum ontstond de ozonlaag die de ultraviolette straling van de Zon tegenhoudt. Eéncelligen die het land bereikten kregen daardoor hogere overlevingskansen. Prokaryoten hadden waarschijnlijk al rond 2,6 Ga via rivieren en later vochtige milieus op het land leren overleven. De continenten bleven echter tot halverwege het Paleozoïcum vrijwel 'kaal'.
De oudste fossielen van op het land levende schimmels en planten zijn ongeveer 480-460 Ma oud, hoewel schimmels misschien al rond 1000 Ma op het land voorkwamen en planten rond 700 Ma. In het Ordovicium en Siluur (443-419 Ma) werden de randen van het land bevolkt door kleine meercellige planten (vergelijkbaar met algen en schimmels), langzaam verspreidden deze eerste landplanten zich verder van het water af.
In tegenstelling tot waterplanten moeten landplanten om rechtop te kunnen staan een stevige stam hebben en een wortelstelsel, dat ook dient om voedsel op te nemen uit de bodem. De eerste planten die een stam hadden, ontstonden in het Siluur. In het vroege Devoon ontstonden de eerste vaatplanten, zoals Rhynia en Baragwanathia. De grootste planten konden een meter hoog worden. In het late Devoon bestonden al planten die de grootte van tegenwoordige bomen konden aannemen, zoals de 30 m hoge Archaeopteris. Al deze soorten waren nog sporenplanten; zaadplanten zouden pas in het begin van het Carboon (rond 360 Ma) ontstaan. De ontwikkeling van zaden zorgde ervoor dat planten zich effectiever over de continenten konden verspreiden.
Gedurende het Devoon en Carboon was het eustatische zeeniveau hoger en het klimaat warmer dan tegenwoordig. Veel van de continenten bestonden uit drasland. Het lijkt erop dat de planten hiervan geprofiteerd hebben. Grote delen van de wereld waren tijdens het Carboon bedekt met moerassen, waar planten als Lepidodendron, Sigillaria, of enorme paardenstaarten groeiden. Uit de moerassen van het Carboon is het grootste gedeelte van de steenkoollagen op de wereld gevormd. Tegelijkertijd was het Carboon ook een periode van uitersten: hoewel de tropen een zeer warm klimaat hadden, lagen op het zuiden van Gondwana gletsjers (de zogenaamde Karoo-ijstijd). Men neemt aan dat de uitgestrekte bossen in de tropen door fotosynthese zoveel kooldioxide uit de atmosfeer onttrokken dat het broeikaseffect verzwakt werd waardoor in de poolgebieden een ijstijd heerste.
In het Perm (299-252 Ma) vormden alle continenten samen het supercontinent Pangea. Op zo’n enorme landmassa heerst een extreem landklimaat, veel droger dan in het Carboon. In grote delen van Europa komen uit deze tijd evaporietafzettingen voor, die gevormd zijn in grote zoutmeren. Het zout dat in Slochteren wordt gewonnen is bijvoorbeeld in dit tijdperk afgezet. Andere typische afzettingen uit het Perm en het erop volgende Trias zijn zandsteen en conglomeraat, de afbraakproducten van de Hercynische en Caledonische gebergten.

### Dieren koloniseren het land
Het oudste duidelijke bewijs dat insecten op het land voorkwamen is rond 450 Ma oud. Er zijn aanwijzingen dat insecten al rond 530 Ma op het land voorkwamen. Dankzij de inmiddels grote hoeveelheden planten op het land was er geen gebrek aan voedsel.
Rond 380 Ma ontwikkelden de eerste stam-viervoeters zich uit vissen, doordat zich poten uit vinnen ontwikkelden. Poten staan een dier toe zich af te zetten om zijn kop boven water te steken. Daarom wordt vermoedt dat stam-viervoeters zich ontwikkelden uit luchtademende vissen die in anoxisch water leefden of kleine prooidieren achtervolgden in zeer ondiep water. Eenmaal in staat boven water adem te halen, konden deze vroege amfibieën zich ook gedurende korte perioden op het land begeven, vermoedelijk raakten bepaalde soorten zo aangepast dat ze steeds langer boven water door konden brengen, hoewel ze hun eieren nog steeds in het water moesten leggen.
Ongeveer 20 miljoen jaar later (340 Ma, in het Vroeg-Carboon) ontwikkelden zich soorten (zogenaamde amniota) die eieren konden leggen met een harde schaal, waardoor ze zich volledig op het land konden voortplanten. De amniota zouden rond 310 Ma uitsplitsen in synapsiden (waaruit later de zoogdieren zouden evolueren) en sauropsiden (reptielen waaruit later onder andere de dinosauriërs en vogels zouden ontstaan).
Op de overgang van Paleozoïcum naar Mesozoïcum (252 Ma) vond de grootste massa-extinctie uit de Aardse geschiedenis plaats. Schattingen geven aan dat in deze Perm-Trias-massa-extinctie ongeveer 95% van alle soorten uitstierf. Er zijn twee hypothesen waarom deze gebeurtenis plaatsvond: de vulkanische uitbarsting van de Siberische Trappen en een grote inslag van een meteoriet.

## Mesozoïcum
Het Mesozoïcum, de era van het midden-leven, was de tijdspanne waarin de dinosauriërs de Aarde bevolkten. Het was een periode met een relatief hoog eustatisch zeeniveau en warm klimaat. Gedurende het Mesozoïcum bewoog het supercontinent Pangea uit elkaar waarbij de huidige continenten ontstonden.

### Opbreken van Pangea

Uiteenscheuren van Pangea

Het opbreken van Pangea begon in feite al in het Perm met de vorming van extensionele bekkens en later riften. Gedurende het grootste deel van het Trias bleef Pangea nog min of meer intact en op zijn plaats. Er kan echter pas in het Jura echt gesproken worden van loskomen van de continenten. Het riften begon door het openen van de noordelijke Atlantische Oceaan tussen Noord-Amerika en Europa. Noord- en Zuid-Amerika bleven echter aan elkaar zitten, eerst opende de Tethysoceaan tussen Afrika en Laurazië verder. In het zuiden begon ook Gondwana op te breken, toen India, Australië en Antarctica losbraken van Afrika en Zuid-Amerika. Vulkanisme zorgde voor de aanmaak van jonge en relatief lichte oceanische korst, waardoor de zeespiegel tijdens het Jura steeg en in het Krijt hoog bleef. Grote delen van de continenten stonden tijdens deze twee perioden onder water.
Tijdens het Krijt vorderde het uiteenvallen van Pangea snel. De noordelijke Atlantische Oceaan werd steeds breder en nu begon ook de zuidelijke Atlantische Oceaan tussen Zuid-Amerika en Afrika te openen. Ten slotte opende ook de Noordelijke IJszee tussen Groenland en Scandinavië zich. Tegelijkertijd bewoog India los van Australië om naar het noorden richting Eurazië te gaan bewegen.
Door opheffing van de riftschouders kwamen sinds het riften begon veel kustzones omhoog. De bergen in Noorwegen, Schotland, en langs de Braziliaanse oostkust zijn bijvoorbeeld omhoog gekomen tijdens de vorming van de Atlantische Oceaan.
De westrand van Noord-Amerika was vanaf het Mesozoïcum een actieve continentale marge waarlangs vulkanisme in eilandenbogen plaatsvond.

### Tijd van de dinosauriërs

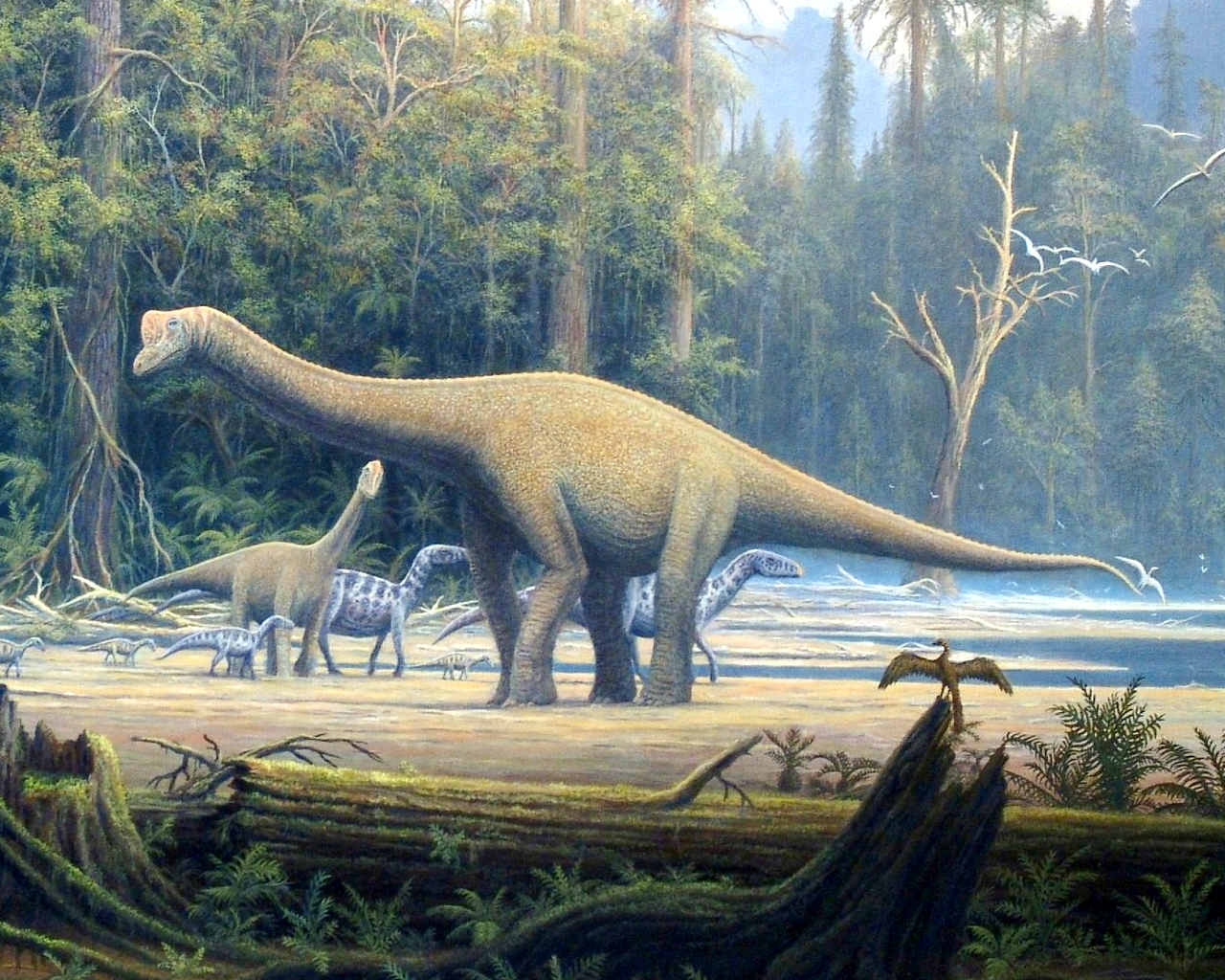
Twee soorten dinosauriërs uit het Boven-Jura van Duitsland. Twee (volwassen dier met jong) sauropoden van de soort Europasaurus holgeri en een groep Iguanodons. Tekening door Gerhard Boeggemann.

Het Mesozoïcum was de tijd van de dinosauriërs. Deze ontwikkelden zich in het Vroeg-Trias (230 Ma) uit de reptielen. Hoewel ook zoogdieren zich verder ontwikkelden in het Mesozoïcum, waren deze niet groot en vergelijkbaar met hedendaagse spitsmuizen. In het Krijt ontwikkelden de eerste vogels zich uit kleine soorten dinosauriërs, vaak wordt de 150 Ma oude Archaeopteryx als de eerste vogel beschouwd.
Een andere belangrijke ontwikkeling tijdens het Krijt (rond 132 Ma) was de verschijning van bedektzadigen. Tot die tijd domineerden naaktzadige planten, die geen echte vruchten hebben. Veel bedektzadigen zijn voor de bestuiving van hun bloemen afhankelijk van insecten, en er trad co-evolutie op waarbij vele nieuwe soorten insecten en bedektzadigen ontstonden.

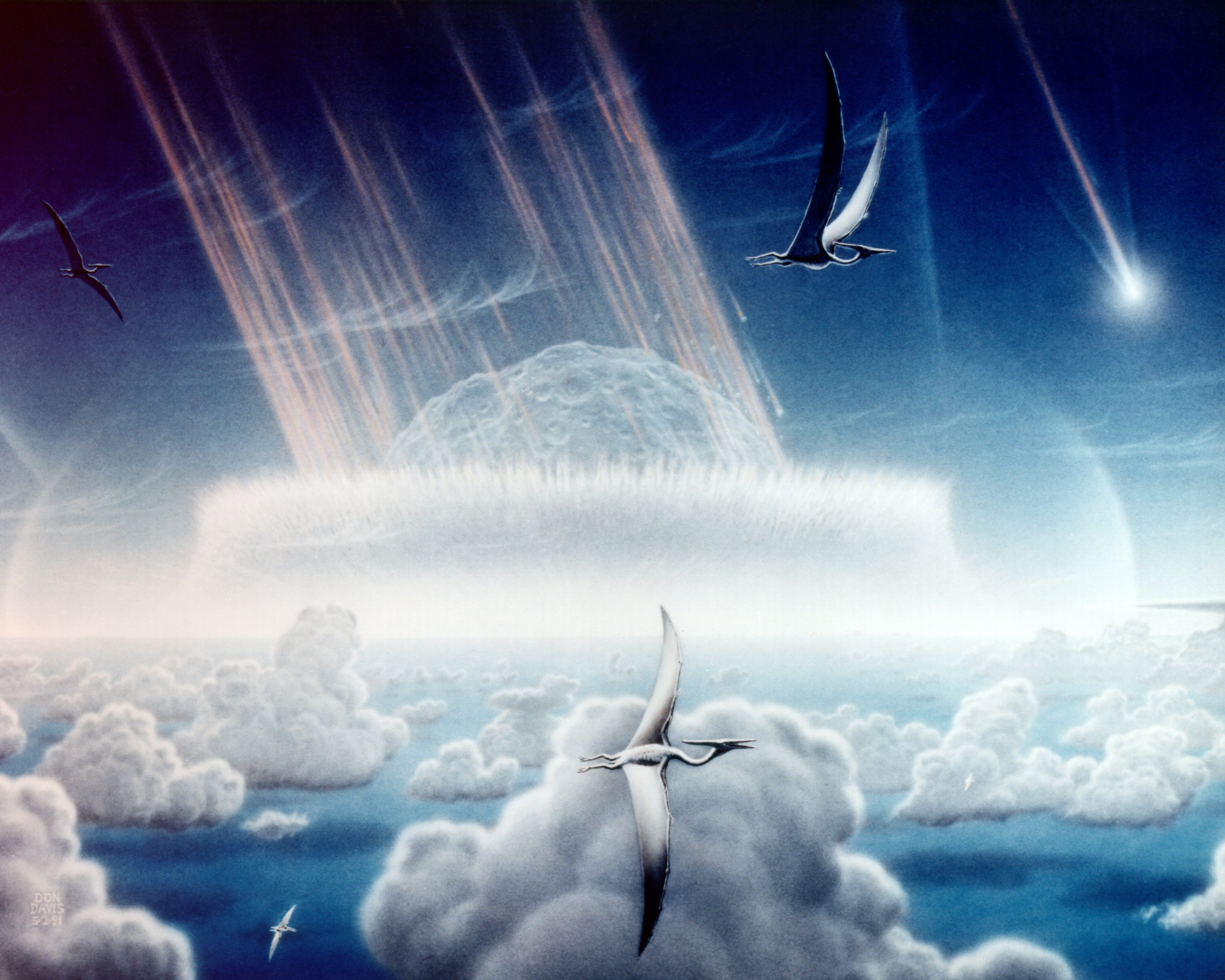
Artistieke impressie van de meteorietinslag op de Krijt-Paleogeen-overgang. De inslag zou volgens veel geleerden het uitsterven van de dinosauriërs hebben veroorzaakt.

Tijdens het Krijt beleefden de dinosauriërs een ongekende bloeiperiode. Sommige van hen waren uitgegroeid tot de grootste landdieren die ooit op aarde hebben rondgelopen. Andere onder hen – de vogels – veroverden het luchtruim en beconcurreerden succesvol de pterosauriërs. Het tijdperk van de dinosauriërs werd echter abrupt afgebroken toen 66 miljoen jaar geleden een naar schatting 10 tot 30 km grote meteoriet insloeg op Yucatán. De inslag moet grote hoeveelheden stof en gas de atmosfeer ingeblazen hebben die het zonlicht verduisterden waardoor fotosynthese onmogelijk werd en veel planten afstierven. Dit zorgde voor de Krijt-Paleogeen-massa-extinctie, waarbij behalve dinosauriërs ook een groot aantal andere soorten, waaronder de ammonieten uitstierven. Deze massa-extinctie vormt het einde van het Mesozoïcum.

## Cenozoïcum
Het Cenozoïcum, de era van het nieuwe leven, is de era waarin we ons nu bevinden en waarin de zoogdieren begonnen te domineren en uiteindelijk de mens opkwam. Na het einde van het Krijt koelde de Aarde af en daalt het zeeniveau tijdens het Paleoceen. Het daaropvolgende Eoceen werd juist gekenmerkt door een warmer klimaat. In deze periode braken de continenten Antarctica en Australië ten slotte los van elkaar, waardoor er rond 35 Ma een circumpolaire zeestroming rond Antarctica ontstond. Door de geïsoleerde positie van dit continent op de geografische zuidpool, raakte het bedekt met een permanente ijskap, waardoor het eustatische zeeniveau na het Eoceen weer daalde.

### Alpiene gebergtevorming
In het Cenozoïcum vonden twee belangrijke fases van gebergtevorming plaats. De vorming van de Amerikaanse cordillera's (de Laramide-orogenese waardoor de Rocky Mountains zijn ontstaan) was al begonnen in het Mesozoïcum en is een voortdurend proces dat tegenwoordig doorgaat.
Daarnaast zorgde de noordwaartse beweging van Afrika en India voor het sluiten van de Tethysoceaan en uiteindelijk de Alpiene orogenese, waarbij een groot aantal gebergten werd gevormd, van de Atlas en de Pyreneeën in het westen tot de bergen in Zuidoost-Azië in het oosten, waaronder ook de Alpen, Zagros en Himalaya's. De vorming van deze gebergten vond plaats in de afgelopen 50 miljoen jaar, in het oosten door de collisie van Azië met het Arabisch Schiereiland en India, in het westen door het naar elkaar toe bewegen van Afrika en Europa, waarbij een aantal microcontinenten (zoals Apulia, dat uit de "laars" van Italië bestaat) dat tussen de twee inlag met Europa collideerde. Ook tegenwoordig gaat deze fase van gebergtevorming nog door.

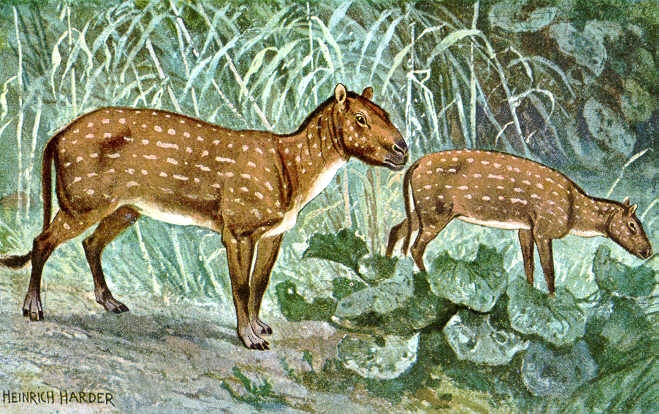
Tekening van Hyracotherium, een voorouder van het paard. Onder de paardachtigen ontwikkelden zich, net als bij veel andere groepen zoogdieren, in de loop van het Tertiair grotere soorten.

### Evolutie van zoogdieren
Synapsiden, de voorouders van de zoogdieren, verschenen al in het Perm. Men neemt aan dat de dominantie van de dinosauriërs de ontwikkeling van zoogdieren in het Mesozoïcum heeft tegengehouden. Nadat de dinosauriërs uitstierven en het klimaat in het Paleoceen kouder werd, waardoor zoogdieren een voordeel hadden ten opzichte van koudbloedige dieren, raakte hun evolutie in een fase van snelle radiatie. Er ontstonden steeds grotere soorten. De laatste gemeenschappelijke voorouder van alle primaten leefde waarschijnlijk rond 63 Ma, slechts 2 miljoen jaar na het uitsterven van de dinosauriërs. Tijdens het Laat-Eoceen (rond 34 Ma) keerden sommige zoogdieren terug naar het water waar ze weer vinnen ontwikkelden. Een voorbeeld is Basilosaurus, de dolfijnen en walvissen stammen van soortgelijke dieren af.

### Kwartaire ijstijden

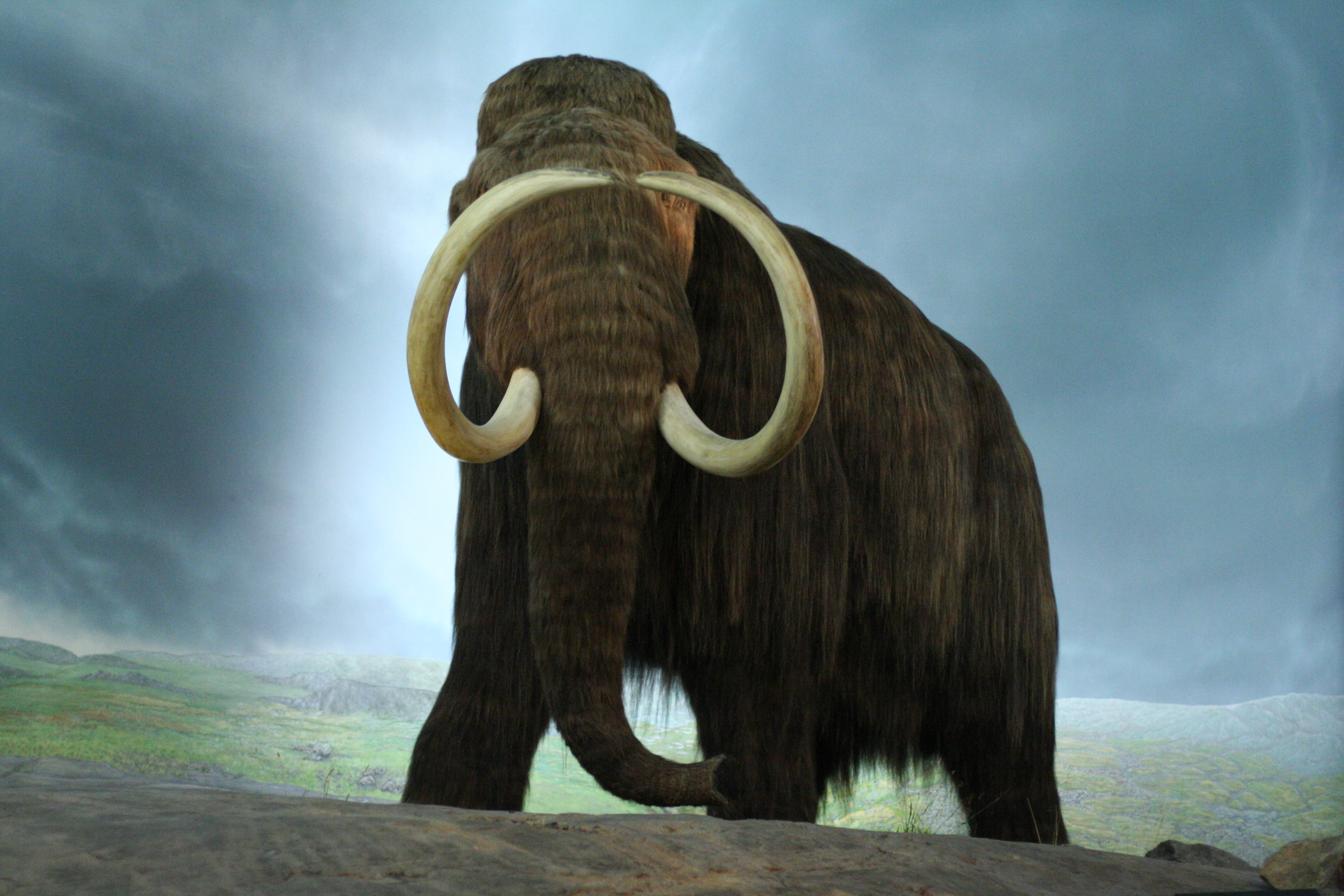
Mammoet

Hoewel de Zuidpool al zo'n 25 miljoen jaar bedekt is met een ijskap, raakte de geografische noordpool pas rond 2,5 Ma geleden permanent met zee-ijs bedekt. Dit markeert het begin van het Kwartair, het jongste geologische tijdperk, dat tot op heden voortduurt. In de jongste 2,5 miljoen jaar heeft de Aarde afwisselend tijden van koudere en minder koude wereld-klimaatgemiddelden gekend. Deze tijdvakken worden glacialen en interglacialen genoemd. Tegenwoordig bevindt de Aarde zich in een interglaciaal, dat het Holoceen genoemd wordt (de laatste 11.700 jaar, geteld in Groenlandse ijskap-jaarlaagjes). Gedurende deze glacialen groeiden grote ijskappen op de landmassa's rondom de noordpool (Noord-Amerika, Noord-Europa). In interglacialen smolten deze grotendeels af, op enkele relictijskappen nabij de noordpool na (Groenland). Afwisselingen tussen glacialen en interglacialen vonden met regelmaat plaats. Al miljoenen jaren schommelt het klimaat iedere 40.000 jaar tussen een koude- en een warmtemaximum. Dit wordt veroorzaakt door periodieke veranderingen in de ellipsiteit van de aardbaan om de zon en de hoek van de rotatieas van de aarde (Milanković-parameters). In de laatste miljoen jaar, was er iedere 100.000 jaar een extreem koudemaximum (bv. het laatste glaciaal), en zo'n 20.000 jaar daarna een relatief warme interglaciaal (bv. het Holoceen). Daarvoor waren de klimaatverschillen tussen glacialen en interglacialen minder uitgesproken.
Het herhaaldelijk sterk afkoelende en weer opwarmende klimaat heeft een grote invloed gehad op de evolutie van zowel de mens als andere soorten op het Noordelijk halfrond. Klimaatzones en bijbehorende ecosystemen verschoven naar het zuiden, telkens als het klimaat kouder werd. Overlevende soorten moesten meeëmigreren of zich evolutionair aanpassen. Voorbeelden van dieren die zich aangepast hadden aan ecosystemen van het koude klimaat (steppe, toendra) zijn bijvoorbeeld mammoeten (Mammuthus) of de wolharige neushoorn (Coelodonta antiquitatis). Omgekeerd geldt dit ook voor perioden van opwarmend klimaat. Opportunistische soorten uit het zuiden verdrongen aan koude aangepaste soorten naar het noorden. Veel grote zoogdiersoorten stierven uit aan het einde van het laatste glaciaal (50.000-12.000 jaar geleden). De oorzaak van deze golf van uitstervingen is niet eenduidig. Veel van de uitgestorven soorten leefden op de zogenaamde mammoetsteppe. Dit bioom, dat zich kenmerkte door een zeer hoge plantaardige productie (grassen) en veel begrazers (herbivore zoogdieren), verdween snel vanaf 30.000 jaar geleden, zowel in Noord-Amerika als in Eurazië. Veel diersoorten die in dit bioom leefden, zijn daarbij uitgestorven. Het bioom was in de glacialen van de laatste miljoen jaar ontstaan, en het is onbekend hoe het zich in eerdere interglacialen wel heeft kunnen handhaven. Een populaire verklaring voor het uitsterven van vooral de grootste zoogdieren is dat dit veroorzaakt zou zijn door overbejaging door de mens. Een argument zou zijn dat deze diersoorten eerdere klimaatsveranderingen overleefd hadden, en dat de mens rond deze tijd een belangrijke factor geweest zou zijn. Hoewel de mens zeker op de dieren van de mammoetsteppe gejaagd zal hebben, zijn zoogdierpalaeontologen van mening dat zij geen doorslaggevende factor in het uitsterven geweest zijn. Het verdwijnen van de mammoetsteppe en daarmee het wegvallen van de belangrijkste voedselbron is zeker wel een oorzaak geweest.

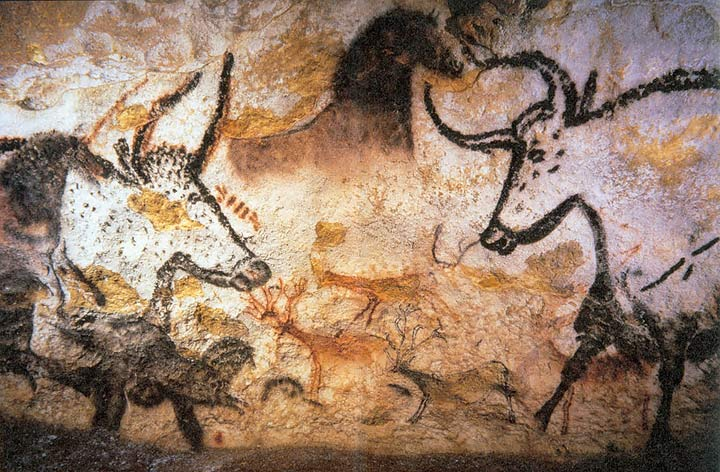
Rotstekeningen in Lascaux, rond 12.000 jaar oud.

### Evolutie van de mens
De laatste gemeenschappelijke voorouder van mensen, bonobo's en chimpansees leefde rond zes miljoen jaar geleden. Vrij kort daarop leerden enkele van zijn afstammelingen rechtop, op twee benen, te lopen. De herseninhoud nam toe en rond 2,0 Ma geleden verschenen de eerste individuen van het geslacht Homo. Mogelijk tussen 1,5 en 1 miljoen jaar geleden leerden de eerste mensen vuur te gebruiken (waarschijnlijk Homo erectus of Homo ergaster). Het vroegste gebruik van vuur zal onderwerp van onderzoek blijven, maar vanaf zo'n 400.000 jaar geleden is het gebruik van vuur ondubbelzinnig en wijdverspreid. Minder duidelijk is of Homo erectus kon spreken of dat spraak zich pas in de vroege moderne mens ontwikkelde. Anatomisch was de neanderthaler in staat om te spreken maar of zij dat ook daadwerkelijk deden is onbekend. Door de steeds grotere volwassen herseninhoud en grootte van de schedel moesten baby's na de geboorte steeds langer uitgroeien, omdat de foetus niet groter mocht worden wilde die met zijn hoofd nog door het bekken blijven kunnen. Een langere hersengroei heeft als voordeel dat individuen een hogere neuroplasticiteit hebben en intelligenter zijn, het nadeel is dat kinderen een langere afhankelijke periode nodig hebben om volwassen te worden. Sociale vaardigheden en taal werden complexer en gebruiksvoorwerpen ingewikkelder.
De vroegste fossiele resten van de moderne mens (Homo sapiens sapiens) zijn mogelijk circa 300.000 jaar oud. De neanderthalers zijn de eerste mensen van wie bewezen is dat ze spiritualiteit kenden: ze begroeven hun doden, vaak samen met voedsel en gebruiksvoorwerpen. In het laatste glaciaal verscheen in Europa de vroege moderne mens, die ingewikkeldere uitingen van cultuur had. De vroegste rotstekeningen, waarschijnlijk met magische of religieuze betekenissen zijn 32.000 jaar oud. De moderne mens liet ook beeldjes achter zoals de Venus van Willendorf. Rond 11.000 jaar geleden had Homo sapiens het zuidelijkste punt van Zuid-Amerika bereikt en bewoonde hij vrijwel de gehele Aarde.

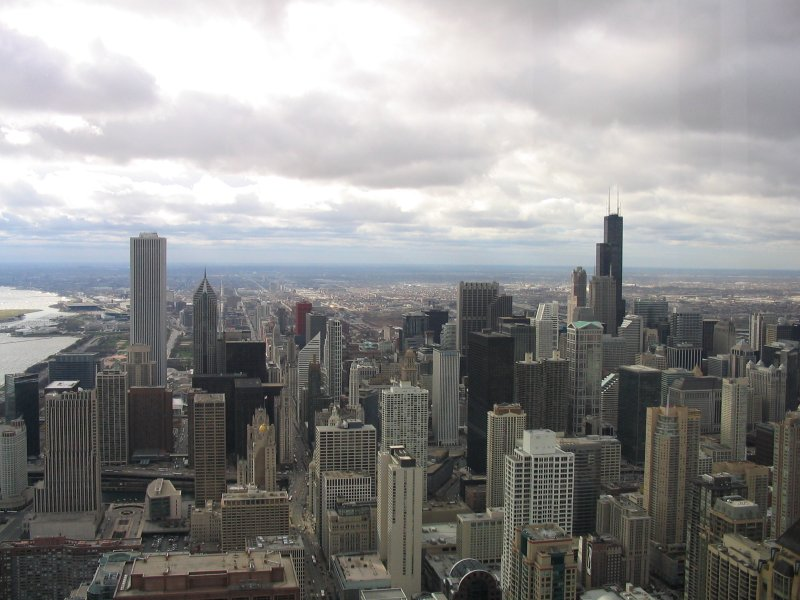
De mens heeft in de relatief korte tijd dat hij bestaat een enorme invloed op de landverdeling en ecosystemen op Aarde uitgeoefend.

### Menselijke beschaving

Verspreiding van de mens over de aarde (1 kya = 1000 jaar)

Meer dan 90% van de tijd dat de moderne mens bestaat, leefde hij in kleine groepen jager-verzamelaars. Doordat mensen de mogelijkheid hadden informatie (bijvoorbeeld in de vorm van memes) aan de volgende generatie door te geven ging de culturele evolutie steeds sneller. Rond 10.000 jaar geleden begonnen de bewoners van de Vruchtbare Sikkel de domesticatie van dieren en planten, wat leidde tot een grote verandering in levensstijl, die de Neolithische Revolutie wordt genoemd. Met zijn nieuwe levensstijl kreeg de mens een enorme invloed op andere soorten en, door het grootschalig ontbossen om nieuw landbouwgebied te krijgen zelfs op het klimaat. Zo is het aandeel broeikasgassen (vooral methaan, maar ook koolstofdioxide) met hun grote invloed op het klimaat al rond de introductie van de landbouw (in afwijking met eerdere interglacialen) gaan stijgen. Hoewel de mens in geïsoleerde gebieden waar weinig domesticeerbare planten konden groeien nomadisch bleef, ontstonden elders permanente woonplaatsen. Dankzij steeds effectievere landbouwmethoden konden steeds meer mensen samenleven op kleine oppervlakten, waardoor georganiseerdere vormen van samenleving nodig werden waarin arbeidsdeling optrad. Het overschot aan voedsel maakte een heersende klasse mogelijk, en de eerste beschavingen ontstonden in Egypte, China, de Indusvallei en Mesopotamië rond 6000 jaar geleden.
Door de ontwikkeling van het schrift kon informatie nog effectiever worden doorgegeven. Omdat de mens niet langer al zijn tijd in het verzamelen van voedsel hoefde te steken kon hij zich gaan bezighouden met ontwikkeling van religie, technologie en de eerste wetenschap. Beschavingen ontstonden overal ter wereld en dreven onderling handel of voerden oorlogen. De groei van de menselijke kennis en technologie ging gestaag door, maar raakte in Europa in een stroomversnelling met de wetenschappelijke revolutie en later de industriële revolutie. Dit leverde de bewoners van dit continent gedurende enkele eeuwen dominantie over de rest van de wereld op, maar deze dominantie verdween weer tijdens de 20e eeuw. Tegelijkertijd zorgden de nieuwe technologieën voor een explosieve bevolkingsgroei, waardoor de wereldbevolking tussen 1750 en 2000 toenam van nog geen 800 miljoen tot 6 miljard. De mens krijgt door bevolkingsgroei en nieuwe technologieën een steeds grotere invloed op de chemische, klimatologische en ecologische processen op Aarde. Door de globalisering en toegenomen internationale samenwerking raken de verschillende menselijke culturen over de hele wereld tegelijkertijd steeds afhankelijker van elkaar en is ook, ondanks verzet van conservatieve en fundamentalistische groeperingen, een toenemende versmelting van deze culturen waar te nemen.